# Johnny Burke
Johnny Burke (Antioch, California, 3 de octubre de 1908-Nueva York, 25 de febrero de 1964) fue un letrista de canciones populares estadounidense, especialmente para el cine. 
Es recordado principalmente por haber puesto letra a la canción "Swinging on a Star", con música de Jimmy Van Heusen, para la película de 1944 Going My Way, donde era interpretada por Bing Crosby; dicha canción ganó el premio Óscar a la mejor canción original de dicho año.

## Premios y distinciones
Premios Óscar
| Año  | Categoría              | Canción                      | Película                    | Resultado |
| ---- | ---------------------- | ---------------------------- | --------------------------- | --------- |
| 1937 | Mejor canción original | «Pennies from Heaven»        | Dinero del cielo            | Nominado  |
| 1941 | Mejor canción original | «Only Forever»               | Rythm on the River          | Nominado  |
| 1945 | Mejor canción original | «Swinging on a Star»         | Siguiendo mi camino         | Ganador   |
| 1946 | Mejor canción original | «Aren't You Glad You're You» | Las campanas de Santa María | Nominado  |
| 1946 | Mejor canción original | «Sleighride in July»         | La bella del Yukon          | Nominado  |